# Sandness (Shetland)

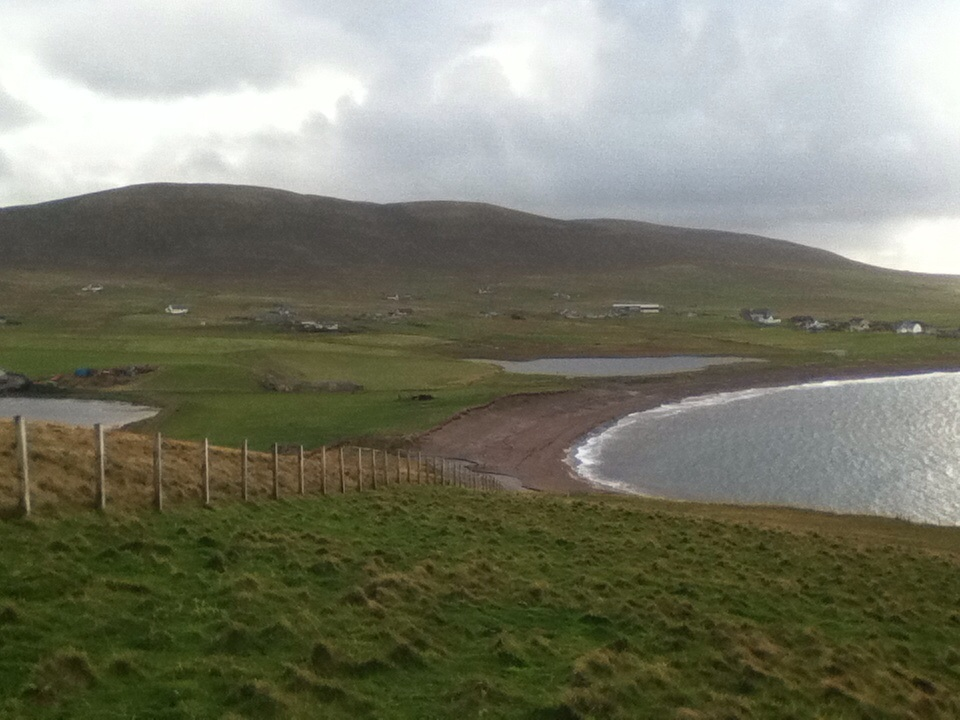
Blick auf Sandness

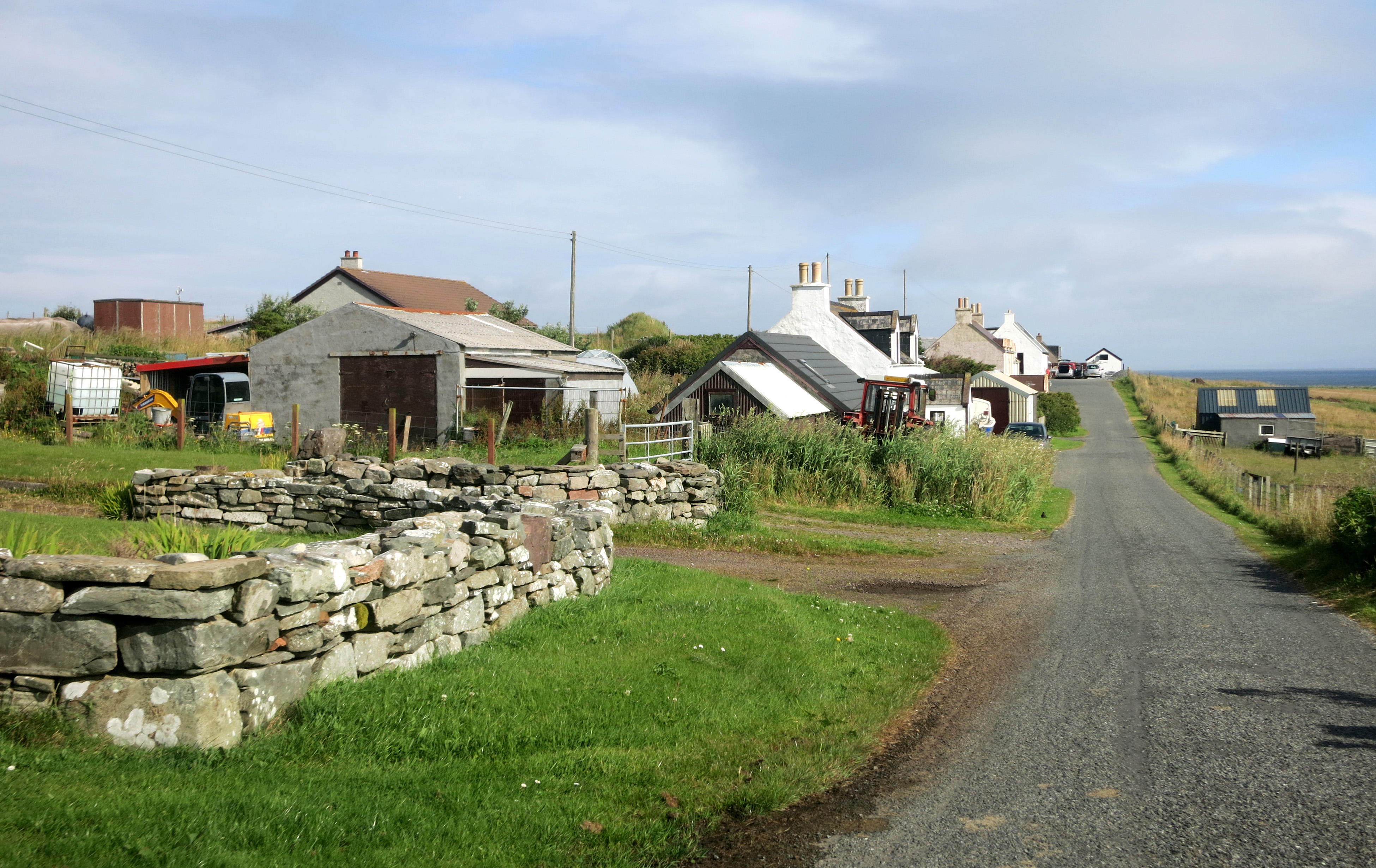
Die Häuser von Sandness

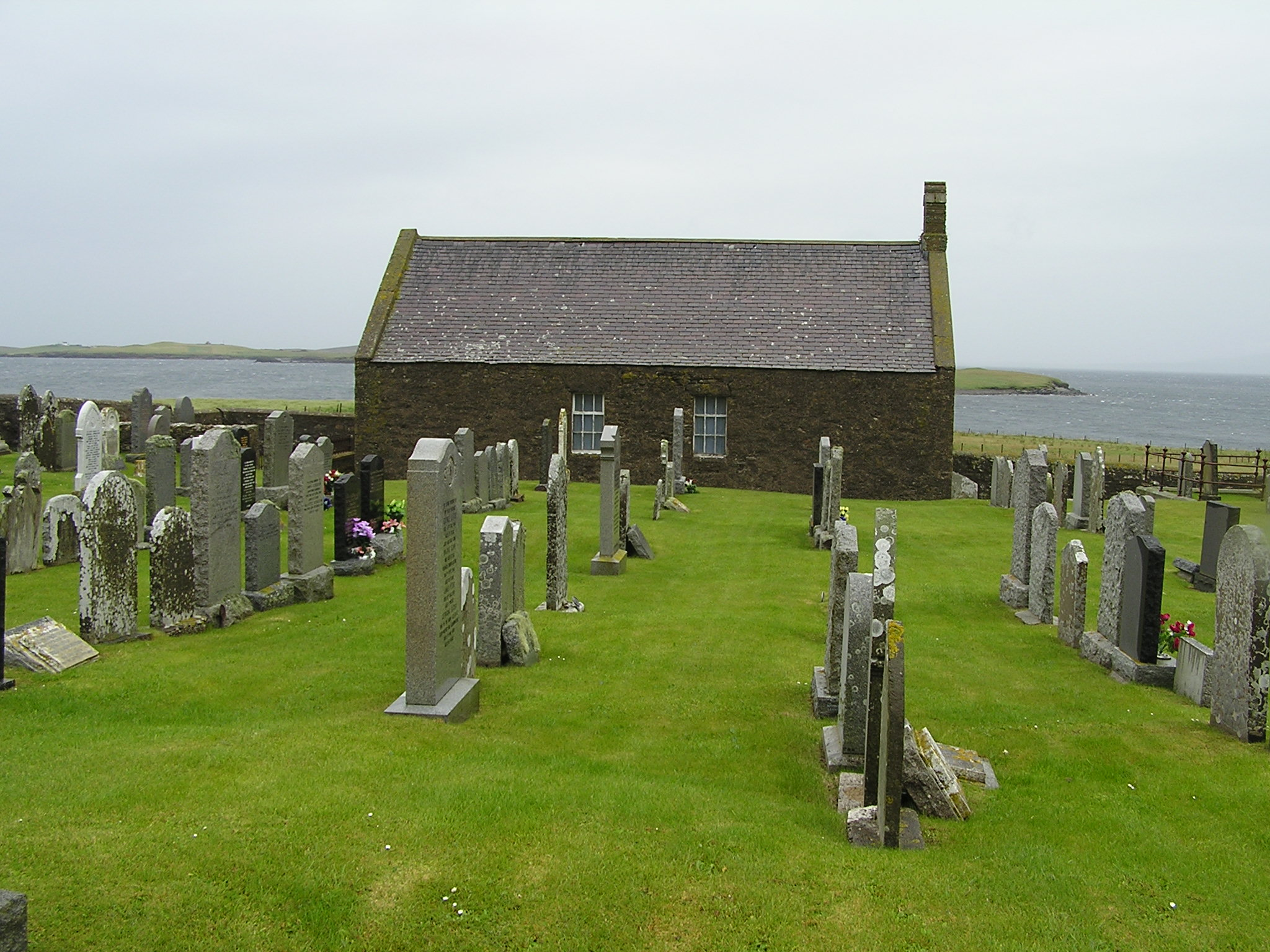
Die Kirche von Sandness

Sandness ist eine Ortschaft, die in Schottland im Westen der Shetlandinseln liegt.

## Geographie
Sandness ist eine Streusiedlung, die im äußersten Nordwesten von Mainland, der Hauptinsel der Shetlands liegt. Die Häuser von Sandness erstrecken sich, in einer etwas erhöhten Lage, über dem südlichen Ufer des Sounds of Papa. Ortschaften in der Nähe sind Huxter im Westen, Melby im Norden, Norby im Nordosten und Garth im Osten. Nach Lerwick, der Hauptstadt der Shetlands, sind es etwa 47 Kilometer nach Südosten.

## Historisches
Im Rahmen der historischen Gliederung Schottlands in Civil Parishes bildet Sandness, gemeinsam mit Walls, einen Hauptort von Walls and Sandness. Im Ort ist die Kirche St Margaret’s Kirk als Listed Building der Kategorie B ausgewiesen worden.

## Verkehr
Durch Sandness führt die A971, die von Tingwall nach Westen führt und in Melby endet.